# Alfonsiella brongersmai
Alfonsiella brongersmai is een vliesvleugelig insect uit de familie vijgenwespen (Agaonidae). De wetenschappelijke naam is voor het eerst geldig gepubliceerd in 1972 door Wiebes.